# Zastava M05N
Zastava M05N — серия сербских автоматов. Модернизированные варианты автомата Zastava M77.

## Конструкция
Автоматика работает по принципу отвода части пороховых газов с длинным ходом поршня. Запирание канала ствола производится поворотом затвора с двумя боевыми упорами. Ствол кованый, хромированный, шаг нарезов 304.8 мм. В дульной части ствола нарезана резьба для установки дульных устройств, установлен пламегаситель. Ствольная коробка — стальная, штампованная. Крышка ствольной коробки откидная, на шарнире, установлена планка Пикатинни. Режимы огня — непрерывный или с отсечкой по одному выстрелу. В газовой каморе установлен регулятор для изменения скорости отката затворной рамы. Прицельные приспособления состоят из мушки и складного целика, оснащенных тритиевыми элементами для стрельбы в тёмное время суток. От более ранних автоматов M05N унаследовал дополнительный фиксатор в задней части ствольной коробки, предохранявший крышку от открывания при стрельбе винтовочными гранатами. Приклад полимерный. Цевьё полимерное, с планками Пикатинни.

## Варианты
- M05N1 — ствол 500мм, приклад складной на правую сторону. Предохранитель-переводчик на правой стороне стольной коробки.
- M05N2  —  ствол 500мм, приклад складной на правую сторону. Предохранитель-переводчик продублирован на левой стороне стольной коробки, над пистолетной рукояткой.

F — нескладной приклад.
S — ствол 406мм.
Например, M05N2FS — вариант с дублёром предохранителя-переводчика, нескладным прикладом и стволом 406мм.